# Margarida de Brieg
Margarida de Brieg (1342 — 1386) era filha de Luís I, o Justo e sua esposa, Inês de Głogów. Era duquesa consorte da Baviera por seu casamento com Alberto I, duque da Baviera.

## Família
Margarida era a mais velha de seis irmãos. Seu irmão mais novo era Henrique VII, com uma Cicatriz, duque de Brzeg e governante de Niemcza, e sua irmã, Edviges, se casou com João II, duque de Oświęcim.
Seus avós maternos eram Henrique IV, o Justo, duque de Żagań e Matilde de Brandemburgo. Seus avós paternos eram Boleslau III, o Generoso, duque da Breslávia, e sua primeira esposa Margarida da Boémia, a filha mais jovem sobrevivente de Venceslau II da Boêmia e Judite de Habsburgo. Judite era a filha caçula de Rodolfo I da Germânia e Gertrudes de Hohenberg.

## Casamento
Em Passau após 19 de julho de 1353, Margarida e Alberto se casaram. Alberto manteve concubinas e amantes, problemas surgiram entre as partes por causa de uma mulher, Aleid van Poelgeest. As pessoas não gostam dela pois ganhou influência política, na qual se ressentiram. Alguns anos após a morte de Margarida, Aleid foi assassinada em Haia.
Mesmo Alberto tendo concubinas e amantes, o casal ainda teve sete filhos; todas os filhos viveram até a idade adulta, isso era muito incomum naquela época, muitos filhos morreram na infância e a mãe pode morrer durante o parto. Margarida e Alberto tiveram os seguintes filhos:
- Catarina (c. 1361 — 1400, em Hattem), se casou em Geertruidenberg, em 1379, com Guilherme I da Gelders e Jülich;
- Joana (c. 1362 — 1386), esposa de Venceslau, rei dos Romanos;
- Margarida (1363 — 23 de janeiro de 1423, em Dijon), se casou em Cambrai, em 1385, com João sem Medo;
- Guilherme VI, conde de Holanda (1365 — 1417);
- Alberto II, duque de Baviera-Straubing (1369 — 21 de janeiro de 1397, em Kelheim);
- Joana Sofia (c. 1373 — 15 de novembro de 1410, em Viena), se casou em 15 de junho de 1395 com Alberto IV, duque da Áustria;
- João, Conde de Holanda (1374-1376 — 1425), Príncipe-bispo de Liège.

Todas as filhas de Margarida casaram-se em poderosas famílias reais, uma filha, Joana Sofia, era avó de Ladislau, o Póstumo. Outra filha, Margarida, era a mãe de Filipe, o Bom, duque de Borgonha.

## Morte
Margarida morreu em 1386, com cerca de quarenta e quatro anos de idade, deixando seu marido viúvo. Alberto casou novamente após a morte de sua esposa, com outra mulher chamada Margarida, porém ela vinha do Ducado de Cleves. Os únicos filhos legítimos de Alberto eram de Margarida de Brief, ele não teve nenhuma descendência com Margarida de Cleves, mas mantiveram-se na corte juntos em Haia.